# Sciapus cilipennis
Sciapus cilipennis är en tvåvingeart som först beskrevs av Aldrich 1901.  Sciapus cilipennis ingår i släktet Sciapus och familjen styltflugor. Inga underarter finns listade i Catalogue of Life.